# Annesorhiza burtii
Annesorhiza burtii là một loài thực vật có hoa trong họ Hoa tán. Loài này được B.-E.van Wyk mô tả khoa học đầu tiên năm 2001.